# Saifuddin Azizi
Saifuddin Azizi (în uigură سەيپىدىن ئەزىزى; n. 12 martie 1915, Tacheng⁠(d), Republica Chineză – d. 24 noiembrie 2003, Beijing, Republica Populară Chineză), cunoscut și sub numele de Seypidin Azizi, Saif al-Dīn ʿAzīz, Saifuding Aizezi și Saifuding, a fost primul președinte al regiunii autonome uigure Xinjiang a Republicii Populare Chineze.

## Biografie
Azizi s-a născut în orașul Tacheng în familia unui influent negustor uigur, originară din orașul Artux. A urmat studii la Xinjiang și s-a stabilit apoi în Uniunea Sovietică, unde s-a înscris în Partidul Comunist al Uniunii Sovietice (PCUS) și a studiat la Institutul de Studii Politice Central-Asiatice din Tașkent. S-a întors la Xinjiang ca agent sovietic, instigând declanșarea Rebeliunii Ili susținute de sovietici împotriva guvernului Republicii Chineze în nord-vestul regiunii Xinjiang. El a ocupat funcția de ministru al educației în cea de-a doua Republică a Turkestanului Oriental și comisar pentru educație în guvernul de coaliție format de Kuomintang și rebelii Ili și condus de comandantul militar Zhang Zhizhong, care a funcționat în perioada 1945-1948. În septembrie 1949 Saifuddin a participat la Conferința Politică Consultativă a Poporului Chinez, organizată de Partidul Comunist Chinez (CPC), devenind membru al noului guvern comunist. Revoluția Chineză din octombrie 1949 i-a adus pe comuniști la putere în regiunea Xinjiang și în restul Chinei; în acea perioadă, Saifuddin a deținut diverse posturi în noul guvern, ocupându-se cu problemele naționalităților și cu afacerile politice și juridice.
Din decembrie 1949 până în ianuarie 1950 Saifuddin Azizi l-a însoțit pe Mao Zedong în călătoria sa la Moscova pentru a negocia Tratatul de prietenie chino-sovietic și a demisionat acolo la 27 decembrie 1949 din cadrul PCUS pentru a se înscrie în Partidul Comunist Chinez în conformitate cu recomandările lui Mao. În 1955 a obiectat vehement în fața lui Mao față de propunerea de numire a regiunii Xinjiang ca „regiunea autonomă Xinjiang”, argumentând că „autonomia nu este dată munților și râurilor. Ea este dată naționalităților”. În consecință, regiunea administrativă Xinjiang a fost denumită „regiunea autonomă uigură Xinjiang”.
Lingvistul uigur Ibrahim Muti'i s-a opus celei de-a doua republici a Turkestanului Oriental și a fost împotriva Rebeliunii Ili, deoarece a fost susținută de sovietici și de conducătorul suprem Stalin. Saifuddin Azizi și-a cerut scuze ulterior față de Ibrahim și a recunoscut că opoziția lui față de Republica Turkestanului Oriental a fost un act corect.
În cadrul Conferinței Politice Consultative a Poporului Chinez (CPPCC) de la Beijing, el a deținut funcția de președinte al regiunii autonome Xinjiang, pe care a păstrat-o din 1955 până în 1978, cu excepția unei perioade din timpul Revoluției Culturale. El a fost vicepreședinte al Comitetului Permanent al primelor șapte legislaturi ale Congresului Național al Poporului din China și membru supleant al Biroului Politic al celui de-al 10-lea și al 11-lea comitet central al Partidului Comunist Chinez. Din 1993 până în 1998 a ocupat funcția de vicepreședinte al Comitetului Național al CPPCC. A murit de boală la vârsta de 88 de ani.